# Alsdorf (powiat Altenkirchen)
Alsdorf – miejscowość i gmina w Niemczech, w kraju związkowym Nadrenia-Palatynat, w powiecie Altenkirchen, wchodzi w skład gminy związkowej Betzdorf-Gebhardshain. Do 31 grudnia 2016 wchodziła w skład gminy związkowej Betzdorf.